# Hessisches Landesmuseum Darmstadt
Hessisches Landesmuseum Darmstadt é um grande museu multidisciplinar em Darmstadt, Alemanha. Foi fundado em 1820 com a doação das coleções da família governante do estado principesco local, que terminou como Grão-Ducado de Hesse. O atual edifício principal foi iniciado em 1897 e passou por uma grande extensão em 1980. Após grandes reformas de 2007 em diante, foi reaberto em 13 de setembro de 2014.
O museu é especialmente notado por sua coleção de arte, incluindo de Pieter Bruegel, o Velho Die Elster auf dem Galgen. Existem também grandes coleções de objetos Art Nouveau de vários países, e pinturas alemãs, holandesas e flamengas.
Também tem uma importante coleção de história natural, com fósseis do sítio fossilífero de Messel nas proximidades e um mastodonte histórico dos estados Unidos comprado pelo naturalista de Darmstadt Johann Jakob Kaup.